# Air Limau
Air Limau is een bestuurslaag in het regentschap Muara Enim van de provincie Zuid-Sumatra, Indonesië. Air Limau telt 1897 inwoners (volkstelling 2010).